# Port lotniczy Kobdo
Port Lotniczy Kobdo (IATA: HVD, ICAO: ZMKD) – port lotniczy w Kobdo, stolicy ajmaku kobdoskiego, w Mongolii.